# Anthonotha
Anthonotha är ett släkte av ärtväxter. Anthonotha ingår i familjen ärtväxter.

## Dottertaxa tillAnthonotha, i alfabetisk ordning[1]
- Anthonotha acuminata
- Anthonotha brieyi
- Anthonotha cladantha
- Anthonotha conchyliophora
- Anthonotha crassifolia
- Anthonotha elongata
- Anthonotha ernae
- Anthonotha explicans
- Anthonotha ferruginea
- Anthonotha fragrans
- Anthonotha gabunensis
- Anthonotha gilletii
- Anthonotha graciliflora
- Anthonotha hallei
- Anthonotha isopetala
- Anthonotha lamprophylla
- Anthonotha lebrunii
- Anthonotha leptorrhachis
- Anthonotha macrophylla
- Anthonotha nigerica
- Anthonotha noldeae
- Anthonotha obanensis
- Anthonotha pellegrinii
- Anthonotha pynaertii
- Anthonotha sargosii
- Anthonotha sassandraensis
- Anthonotha stipulacea
- Anthonotha triplisomeris
- Anthonotha trunciflora
- Anthonotha vignei